# Gustav Adolf Krieg
Gustav Adolf Krieg (* 29. Juni 1948 in  Dortmund) ist ein deutscher Kirchenmusiker, Pfarrer und Professor. Er studierte Theologie in Münster und Bonn sowie Kirchenmusik in Köln.

## Lehrtätigkeit

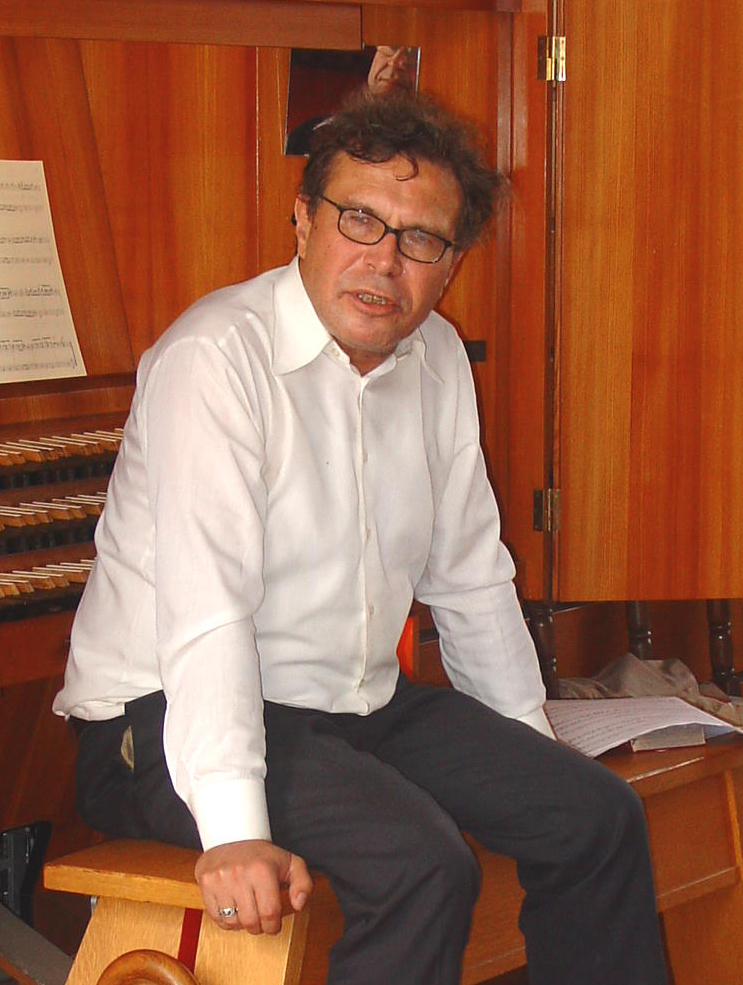
Gustav-Adolf Krieg im Seminar

Krieg war während seiner Habilitation Wissenschaftlicher Mitarbeiter im Fachbereich Kirchengeschichte der Evangelisch-Theologischen Fakultät der Universität Bonn bei Johann Friedrich Gerhard Goeters, wo er neben kirchengeschichtlichen Proseminaren Lehrveranstaltungen zum Themenfeld Kirchen, Theologie und Musik abhielt.
Zu Beginn der 1990er Jahre war Krieg Pfarrer im Amt für Gottesdienst der Evangelischen Kirche im Rheinland.
Krieg unterrichtete bis zu seiner Emeritierung Liturgisches Orgelspiel, Hymnologie, Liturgik und Musikgeschichte an den Musikhochschulen in Düsseldorf (bis 2014) und Köln sowie praktische Theologie als außerplanmäßiger Professor an der Universität Bonn. 2005 wurde er zum Kirchenmusikdirektor ernannt. Zu seinen Schülern gehört u. a. Manuel Gera.

## Veröffentlichungen
- Die Kathedrale im globalen Christentum. Konfessionsgeschichte, Kultur und Architektur. De Gruyter, Berlin/Boston 2024, ISBN 978-3-11115-175-5.
- Die anglikanische Kirchenmusik – historisch und praktisch: Einführung und Repertoirekunde. Verlag Dohr, Köln 2020, ISBN 978-3-86846-139-8.
- Deutscher Kirchengesang in der Neuzeit. Eine Anthologie. Suhrkamp 2013, ISBN 978-3-458-70040-1.
- cantus-firmus-Improvisation auf der Orgel. System – Methode – Modelle. Verlag Dohr, Köln, 2001, ISBN 3-92536668-7; 20082, ISBN 978-3-93665549-0, 20183, ISBN 978-3-86846-148-0.
- Einführung in die anglikanische Kirchenmusik. Verlag Dohr, Köln, 2007, ISBN 978-3-93665544-5.
- Welterfindungen: ein Buch für die Liebhaber und Kritiker der trivialisierten Vernunft. Münster 2003, ISBN 3-89781-038-7.
- Gefangene Gottes. Auf der Suche nach pastoraler Identität. Kohlhammer, Stuttgart 2000, ISBN 3-17-015759-0.
- Die gottesdienstliche Musik als theologisches Problem. Dargestellt an der kirchenmusikalischen Erneuerung nach dem ersten Weltkrieg (= Veröffentlichungen der Evangelischen Gesellschaft für Liturgieforschung, 22). Vandenhoeck & Ruprecht, Göttingen 1990, ISBN 3-525-57183-6 (zugleich Habilitations-Schriften der Bonner Universität, 1985).
- Der mystische Kreis. Wesen und Werden der Theologie Pierre Poirets (= Arbeiten zur Geschichte des Pietismus, 17). Vandenhoeck & Ruprecht, Göttingen 1979, ISBN 3-525-55800-7 (zugleich: Dissertation an der Evangelisch-Theologischen Fakultät der Universität Bonn, 1974).